# (100216) 1994 PQ6
(100216) 1994 PQ6 es un asteroide perteneciente al cinturón de asteroides, descubierto el 10 de agosto de 1994 por Eric Walter Elst desde el Observatorio de La Silla, Chile.

## Designación y nombre
Designado provisionalmente como 1994 PQ6.

## Características orbitales
1994 PQ6 está situado a una distancia media del Sol de 2,359 ua, pudiendo alejarse hasta 2,872 ua y acercarse hasta 1,846 ua. Su excentricidad es 0,217 y la inclinación orbital 0,489 grados. Emplea 1323 días en completar una órbita alrededor del Sol.

## Características físicas
La magnitud absoluta de 1994 PQ6 es 17,3.